# Albert Pettersson
Erik Albert Pettersson (Örebro, 5 maggio 1885 – Stoccolma, 8 marzo 1960) è stato un sollevatore svedese.

## Palmarès
- Giochi olimpici

Anversa 1920: bronzo nei pesi medi.
- Europei

Dresda 1909: bronzo nei pesi leggeri.